# Barszczewo (gmina Michałowo)
Barszczewo – wieś w Polsce położona w województwie podlaskim, w powiecie białostockim, w gminie Michałowo. 
Obowiązki sołtysa w 2014 pełnił Krzysztof Barszczewski.
W latach 1975–1998 miejscowość należała administracyjnie do województwa białostockiego.
Według Powszechnego Spisu Ludności z 1921 roku kolonię zamieszkiwało 91 osób, wśród których 14 było wyznania rzymskokatolickiego, 1 prawosławnego, a 76 greckokatolickiego. Jednocześnie wszyscy mieszkańcy zadeklarowali polską przynależność narodową. Było tu 21 budynków mieszkalnych.
Wierni Kościoła rzymskokatolickiego należą do parafii Opatrzności Bożej w Michałowie, natomiast wierni Kościoła prawosławnego – do parafii Narodzenia św. Jana Chrzciciela w Nowej Woli.